# Múscul extensor propi del menovell
El múscul extensor propi del menovell o extensor propi del dit auricular (musculus extensor digiti minimi), és un múscul del cos humà que està situat a la regió posterior de l'avantbraç. S'origina en l'epicòndil de l'húmer, a la regió externa del colze al costat del múscul extensor comú dels dits de la mà, i s'insereix en la primera falange del dit petit i en la porció més cubital del tendó del múscul extensor comú dels dits. Quan es contreu provoca l'extensió del canell i l'extensió de la primera falange del dit petit. Està innervat pel nervi interossi posterior, branca del nervi radial.

## Imatges

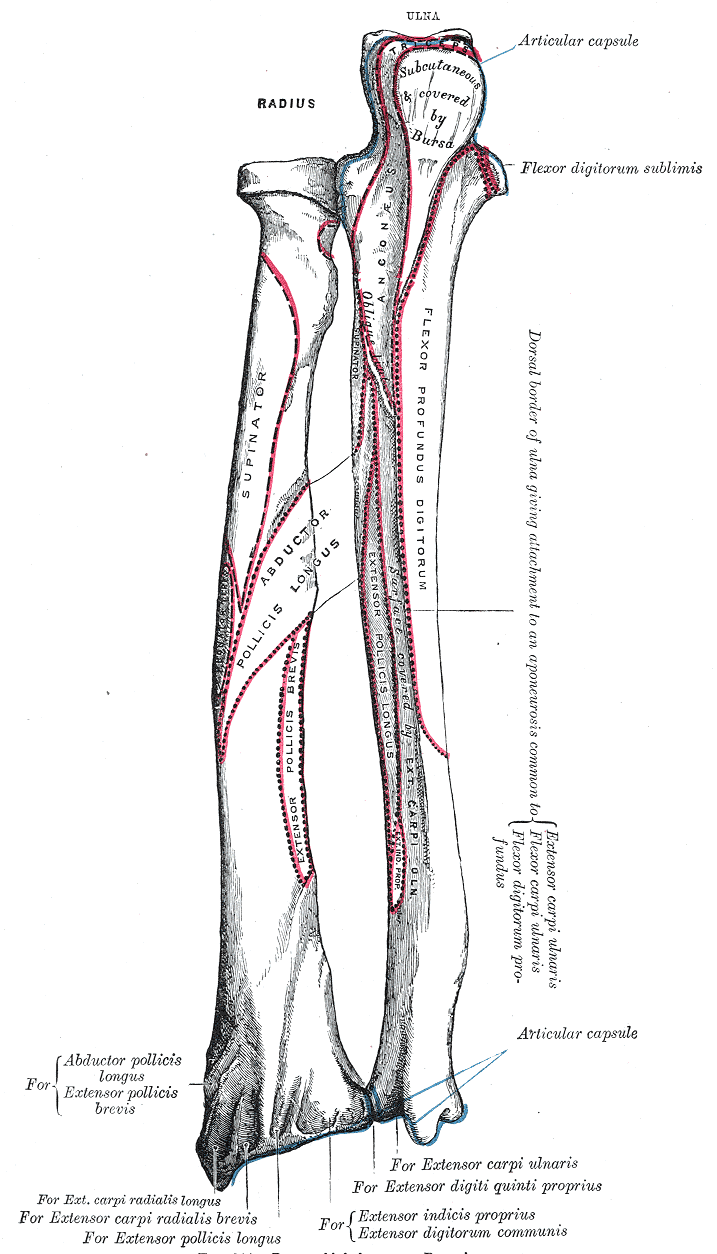
Cara posterior dels ossos de l'avantbraç esquerre.
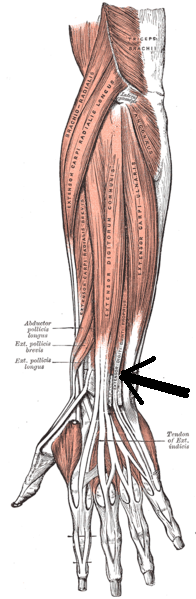
Superfície posterior de l'avantbraç. Músculs superficials.
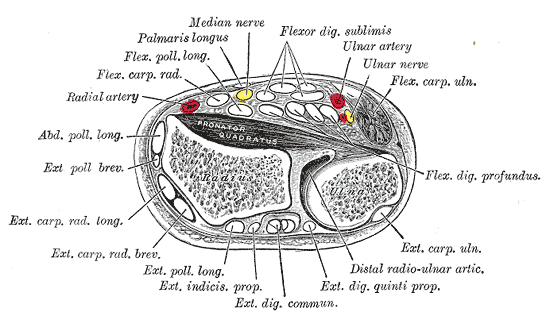
Secció transversal a través dels extrems distals del radi i el cúbit.
Secció transversal a nivell del canell i els dits.
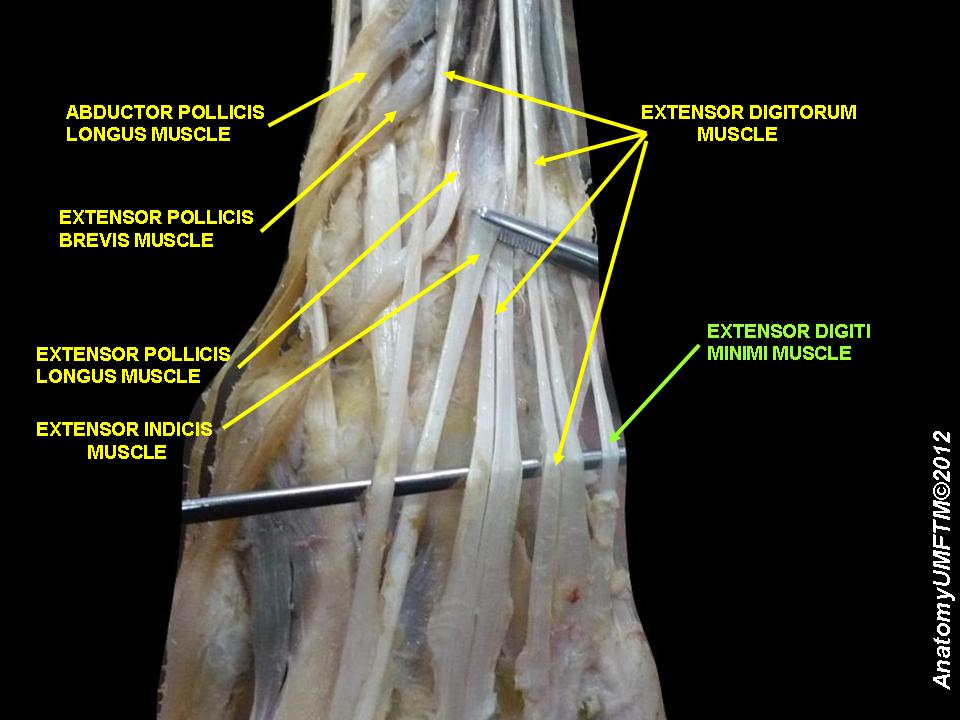
Múscul extensor propi del menovell
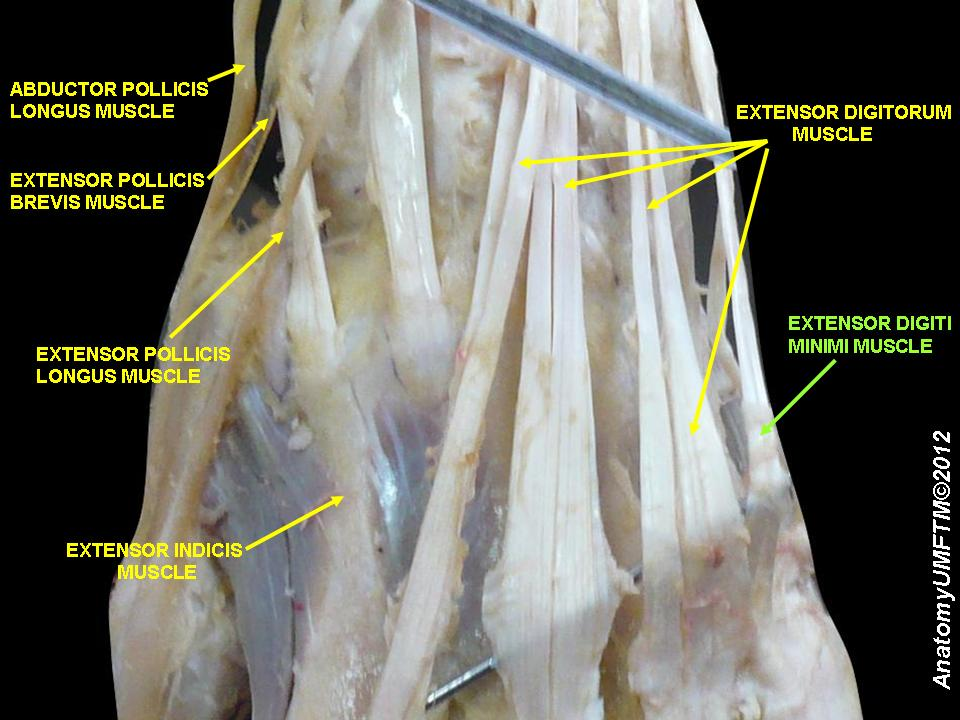
Múscul extensor propi del menovell
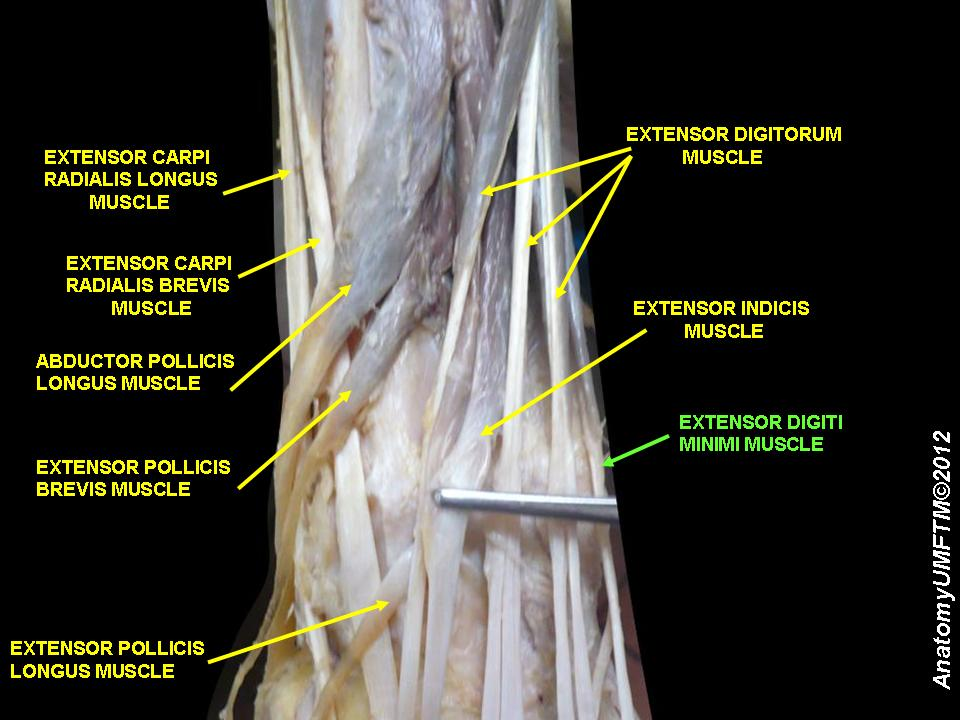
Múscul extensor propi del menovell
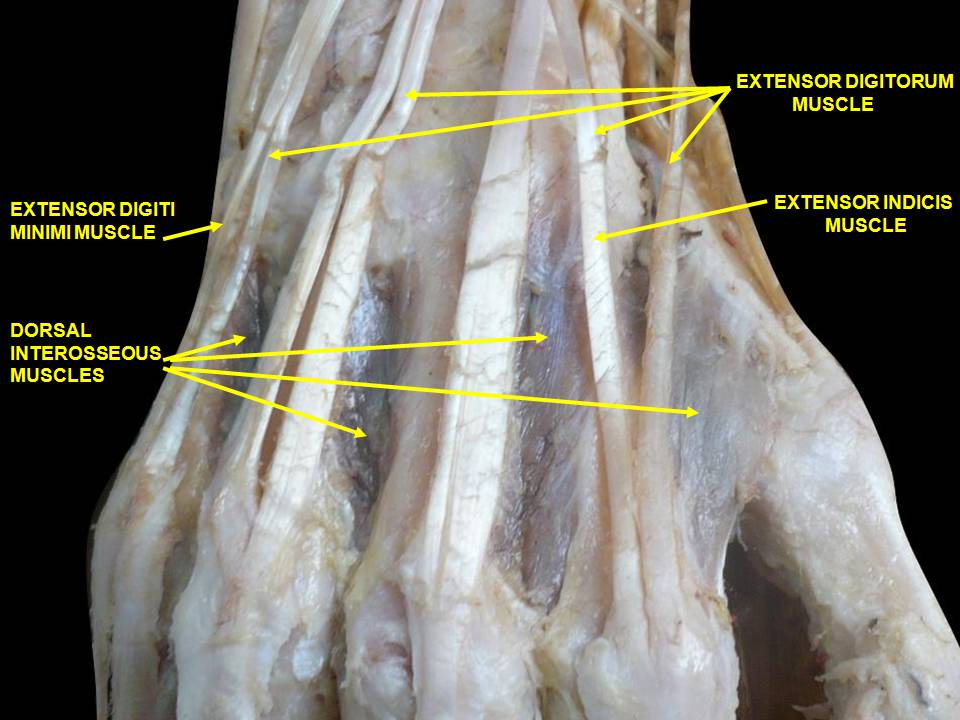
Els músculs de la mà. Visió posterior.
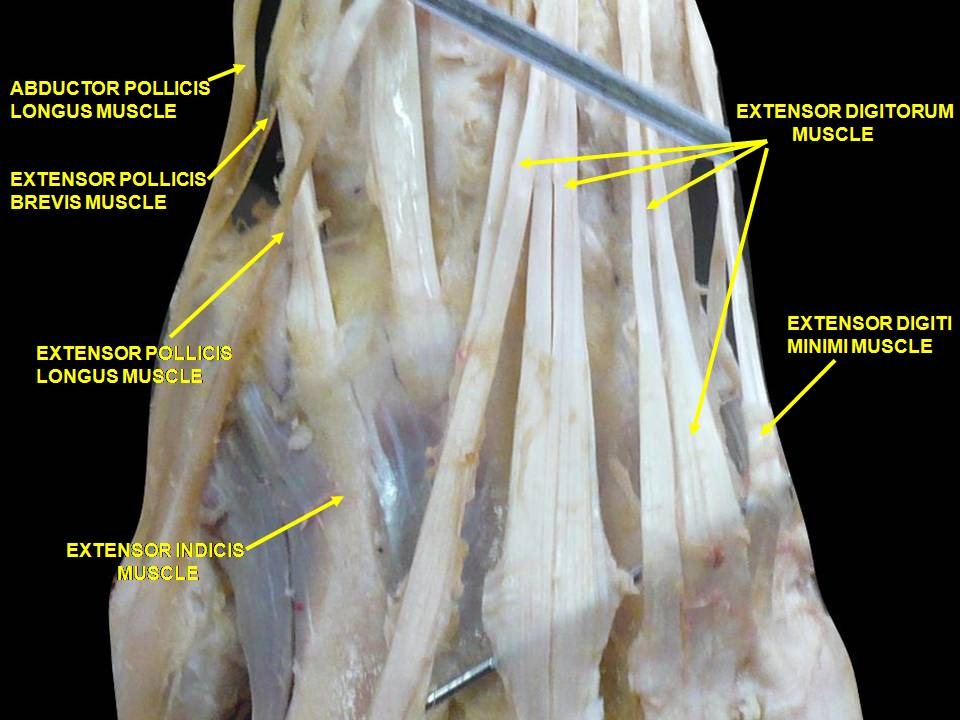
Els músculs de la mà. Visió posterior.